# Città di Winchester
La Città di Winchester è un distretto e una città dell'Hampshire, Inghilterra, Regno Unito, con sede amministrativa nel suo centro storico.
Il distretto fu creato con il Local Government Act 1972, il 1º aprile 1974, dalla fusione della vecchia città di Winchester con il distretto rurale di Droxford e parte del distretto rurale di Winchester.
In quanto sede della diocesi di Winchester, il titolo di città le appartiene praeter legem.

## Parrocchie civili
Le parrocchie, che non coprono l'area del capoluogo, sono:
- Badger Farm
- Beauworth
- Bighton
- Bishops Sutton
- Bishop's Waltham
- Boarhunt
- Bramdean and Hinton Ampner
- Cheriton
- Chilcomb
- Colden Common
- Compton and Shawford
- Corhampton and Meonstoke
- Crawley
- Curdridge
- Denmead
- Droxford
- Durley
- Exton
- Hambledon
- Headbourne Worthy
- Hursley
- Itchen Stoke and Ovington
- Itchen Valley
- Kilmeston
- Kings Worthy
- Littleton and Harestock
- Micheldever
- New Alresford
- Northington
- Old Alresford
- Olivers Battery
- Otterbourne
- Owslebury
- Shedfield
- Soberton
- Southwick and Widley
- South Wonston
- Sparsholt
- Swanmore
- Tichborne
- Twyford
- Upham
- Warnford
- West Meon
- Whiteley
- Wickham
- Wonston